# Gemma Chan
Pour les articles homonymes, voir Chan.
Gemma Chan, née le 29 novembre 1982 à Londres, est une actrice et mannequin britannique.
Après plusieurs rôles mineurs, elle gagne en popularité avec la comédie romantique Crazy Rich Asians en 2018 dans laquelle elle tient un second rôle. Le succès lié au film lui permet de gagner en visibilité à Hollywood. Elle participe ainsi à plusieurs projets remarqués : le drame indépendant La Grande Traversée de Steven Soderbergh en 2020, le blockbuster Marvel Les Éternels de Chloé Zhao en 2021, ou encore le thriller Don't Worry Darling de Olivia Wilde l'année suivante.

## Biographie
Elle nait au Guy's Hospital dans le quartier de Southwark à Londres, en Angleterre. Son père, qui a grandi à Hong Kong, est ingénieur. Sa mère, originaire de Chine continentale, est pharmacienne au Guy's Hospital. Elle a émigré en Europe avec sa famille avant la révolution culturelle et a grandi à Greenock en Écosse. 
Gemma Chan grandit près de Sevenoaks, une ville dans l'ouest du Kent, dans le sud-est de l'Angleterre, et est allée à la Newstead Wood School for Girls à Orpington, dans le quartier londonien de Bromley. Elle étudie ensuite le droit au Worcester College à Oxford. 
Après ses études, elle est stagiaire dans le cabinet d'avocats Slaughter and May mais elle préfère plutôt poursuivre une carrière d'actrice et étudie au Drama Centre de Londres. Remarquée à son showcase par le producteur de film britannique Damian Jones, elle signe ensuite auprès de l'agent Nicki van Gelder. 
En 2006, Chan est l'un des top models de la première saison de Projet Catwalk, la version britannique de Project Runway. Elle est photographiée par Rankin dans une campagne pour Nivea Visage, ayant précédemment travaillé comme mannequin afin de financer ses études et sa formation théâtrale, apparaissant dans des campagnes pour Nokia et Selfridges et de nombreux magazines dont Elle, Cosmopolitan et The Sunday Times Style.
Elle apparaît dans l'Univers cinématographique Marvel, interprétant le rôle de la guerrière Kree Minn-Erva dans Captain Marvel (2019), puis dans celui de l'« Éternelle » Sersi dans Les Éternels qui sort en 2021.

## Filmographie

### Cinéma

#### Années 2000
- 2008 : The Universal Declaration of Human Rights de Vaughan Dagnell (court-métrage) : Sun-Lynn
- 2009 : Cell : Season 2 de Lewis Georgeson et Oliver Smyth
- 2009 : Exam de Stuart Hazeldine : la chinoise

#### Années 2010
- 2010 : Pimp de Robert Cavanah : Bo
- 2010 : Shanghai de Mikael Hafström : Shin Shin
- 2010 : Submarine de Richard Ayoade : Kim-Lin
- 2012 : Vengar de Roma Zachemba (court-métrage) : Diana
- 2013 : The Double de Richard Ayoade : la réplicante, juge glamour
- 2014 : The Ryan Initiative de Kenneth Branagh : Amy Chang
- 2015 : Belles Familles de Jean-Paul Rappeneau : Chen-Li
- 2016 : Les Animaux fantastiques (Fantastic Beasts and Where to Find Them) de David Yates : Madam Ya Zhou
- 2017 : Stratton de Simon West : Aggy
- 2017 : Transformers: The Last Knight de Michael Bay : Quintessa (voix)
- 2018 : Crazy Rich Asians de Jon M. Chu : Astrid Leong Teo
- 2018 : Séduction fatale (London Fields) de Matthew Cullen : Petronella
- 2018 : Marie Stuart, reine d'Écosse (Mary Queen of Scots) de Josie Rourke : Bess de Hardwick
- 2019 : Mr Malcolm's List d'Emma Holly Jones (court-métrage) : Miss Thistlewaite
- 2019 : Captain Marvel d'Anna Boden et Ryan Fleck : Minn-Erva
- 2019 : Intrigo : chère Agnès  (Intrigo: Dear Agnes) de Daniel Alfredson : Henny

#### Années 2020
- 2020 : La Grande Traversée (Let Them All Talk) de Steven Soderbergh : Karen
- 2021 : Raya et le Dernier Dragon : Namaari (voix originale)
- 2021 : Les Éternels (Eternals) de Chloé Zhao : Sersi
- 2022 : Don't Worry Darling d'Olivia Wilde : Shelley
- 2023 : The Creator de Gareth Edwards : Maya
- 2025 : The Actor de Duke Johnson

### Télévision
- 2006 : When Evil Calls : Molly Nelson
- 2009 : Doctor Who : Mia Bennet (La Conquête de Mars)
- 2010 : The IT Crowd : la Sulu et Ivana (2 épisodes)
- 2010 : Sherlock : Soo Lin Yao (1 épisode)
- 2011 : Journal intime d'une call girl : Charlotte (6 épisodes)
- 2011 : Fresh Meat : Ruth (3 épisodes)
- 2012 : True Love (en) : Kathy (1 épisode)
- 2012 : Bedlam : Kiera (6 épisodes)
- 2013 : Meurtres au paradis :  Ouragan meurtrier (saison 2 épisode 7) : Jennifer Cheung
- 2013 : Shetland : Hattie James (2 épisodes)
- 2013 : Dates : Erica (2 épisodes)
- 2014 : The Game (en) : Chen Mei (2 épisodes)
- 2015 - 2018 : Humans : Anita / Mia (24 épisodes)
- 2015 : Brotherhood : Miss Pemberton (rôle récurrent)

### Courts-métrages
- 2018 : Leading Lady Parts de Jessica Swale (en) : Elle-même

#### Voix originale
- 2016 : Un Conte peut en cacher un autre : Blanche Neige ()
- 2017 : Watership Down : Dewdrop (1 épisode)

## Distinctions

### Récompenses
- National Board of Review 2018 : Meilleure distribution pour Crazy Rich Asians
- MTV Movie & TV Awards 2019 : Meilleur combat pour Captain Marvel (avec Brie Larson)
- Gold List Awards 2022 : Meilleure actrice dans un rôle principal pour Les Éternels

### Nominations
- Broadcasting Press Guild 2015 : Meilleure actrice pour Humans
- Screen Actor Guild Award 2019 : Meilleure Distribution dans une œuvre cinématographique pour Crazy Rich Asians
- Online Film and Television Association 2019 : Meilleure distribution pour Crazy Rich Asians
- Music City Critics' Association 2019 : Meilleure actrice secondaire pour Crazy Rich Asians
- Gold Derby Awards 2019 : Meilleure distribution pour Crazy Rich Asians
- National Film Awards UK 2019 : Meilleure actrice pour Captain Marvel

## Voix francophones
En version française, Gemma Chan n'a pas de voix régulière avant la fin des années 2010. Elle est ainsi doublée de manière successive par Cathy Boquet dans Doctor Who, Armelle Gallaud dans Sherlock, Sylvie Jacob dans Meurtres au paradis et Marie Braam dans Shetland. Caroline Victoria la double dans la série Humans entre 2015 et 2018, ainsi qu'en 2017 dans Transformers: The Last Knight. En parallèle, elle est doublée par Yumi Fujimori dans Les Animaux fantastiques et Nayéli Forest dans Stratton.
À partir de 2018, Victoria Grosbois devient sa voix la plus régulière, la doublant dans Crazy Rich Asians, La Grande Traversée et Don't Worry Darling. En parallèle, Gemma Chan est également doublée par Zina Khakhoulia dans Captain Marvel et Léovanie Raud dans Les Éternels et The Creator.